# 厚狭
厚狭（あさ）は、日本国山口県西部の地名。
広義にはかつての厚狭郡（現在の宇部市・山陽小野田市一帯）を、やや狭義には自治体として存在した厚狭郡厚狭町（村制時代は厚西村）または厚狭盆地を、狭義には山陽小野田市の大字および町名である「厚狭」を指す。
当項目では大字厚狭・厚狭一丁目を中心に、かつて厚狭郡厚狭町であった範囲にある大字鴨庄（かものしょう）・大字郡（こおり）・大字山野井（やまのい）・大字山川（やまかわ）・桜（さくら）を含めた、山陽小野田市の厚狭地域を中心とした内容を扱う。また、同地域にかつて所在した厚狭郡厚西村（こうせいそん）、厚狭町（あさちょう）についても述べる。
厚狭地域の総人口は15,618人（2005年10月1日現在）、総面積は65.29 km²である。地域内を南北に流れる厚狭川にある寝太郎堰は疏水百選に選定されており、堰にまつわる寝太郎伝説がある。中心集落は厚狭盆地上に位置するが、南部は周防灘（瀬戸内海）に面している。

## 地理

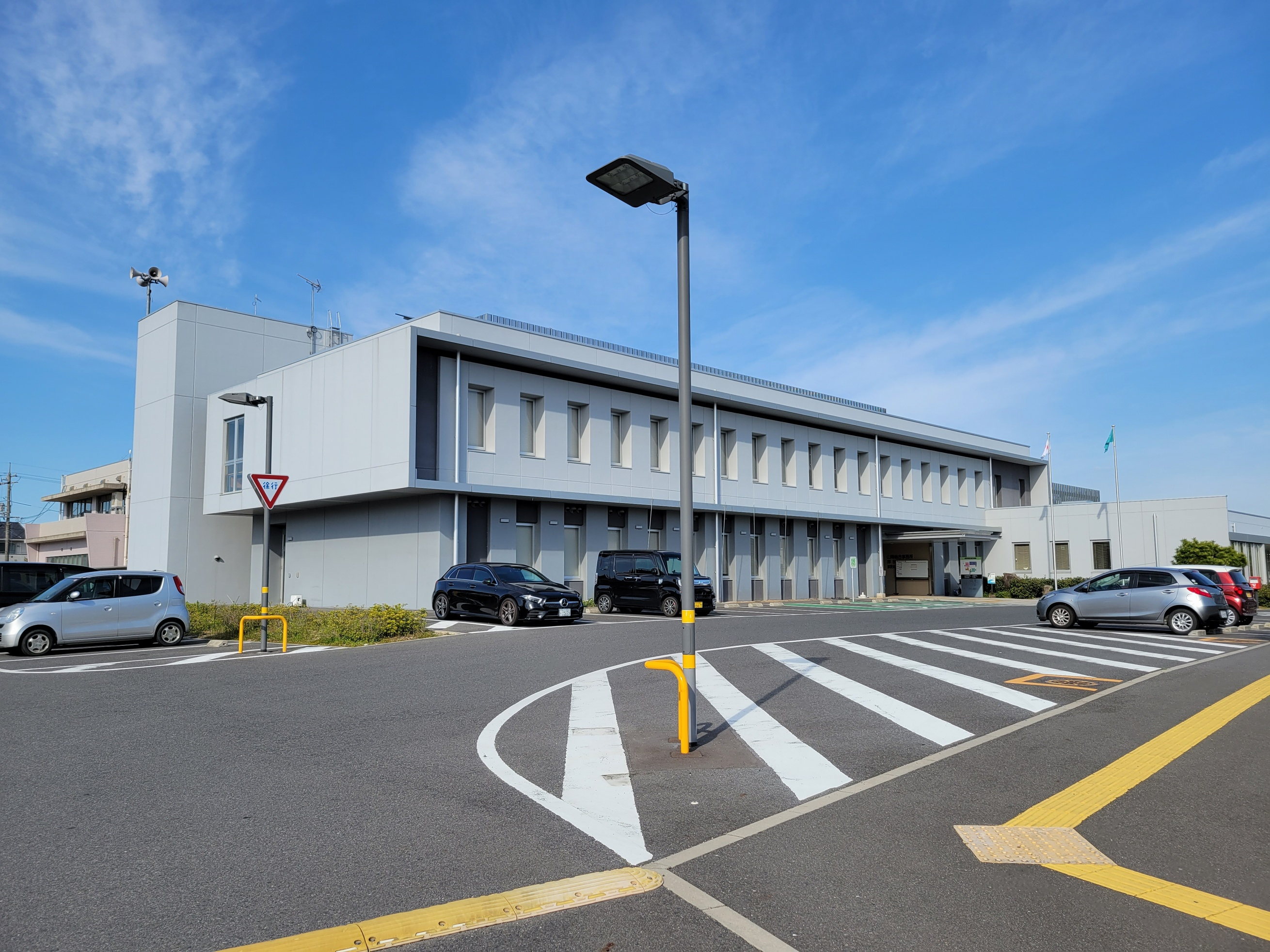
厚狭地区複合施設。山陽総合事務所などが入居する。

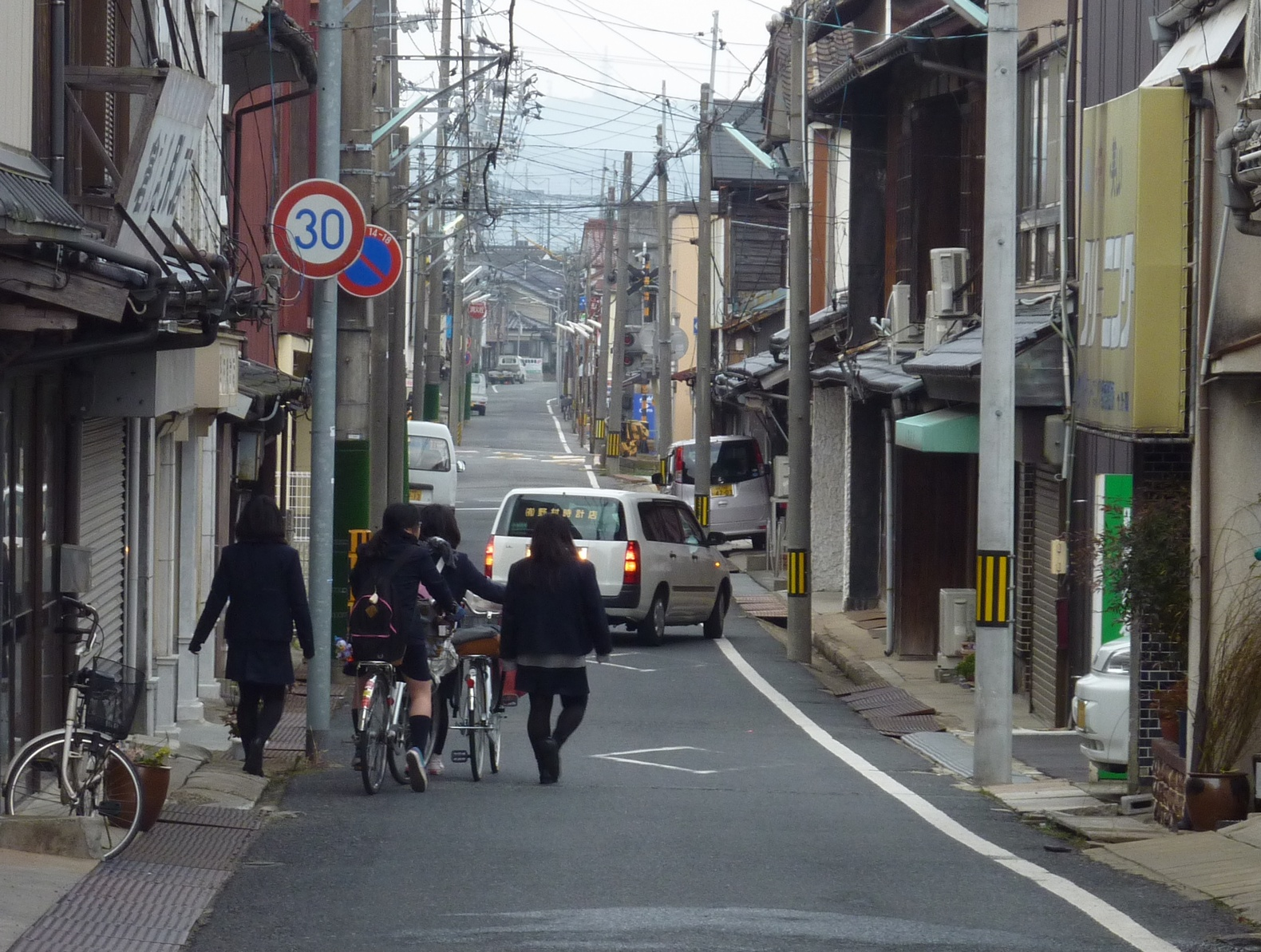
1930年代以前の国道2号。旧山陽道から分岐し厚狭駅へ繋がる（厚狭一丁目）

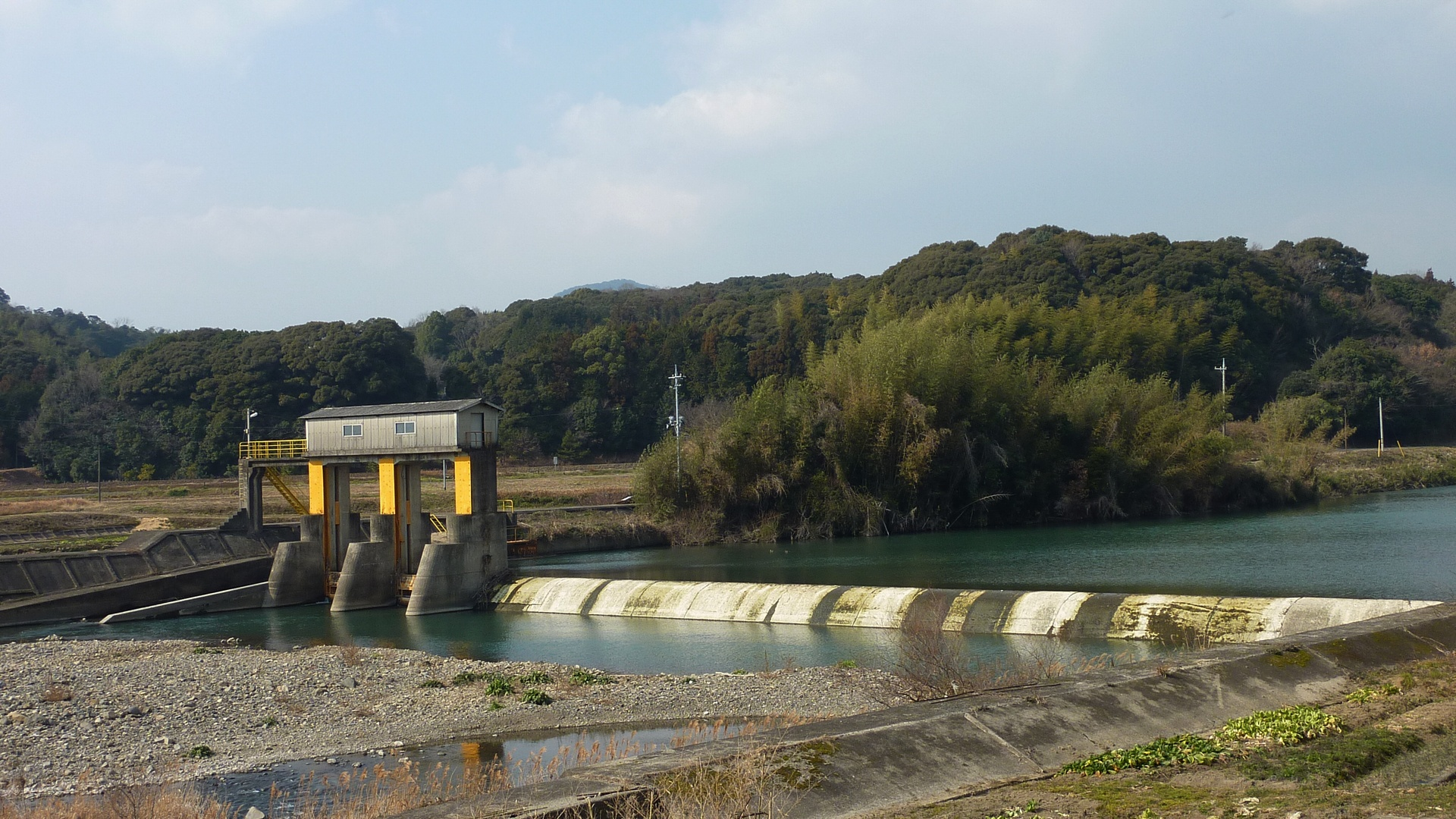
寝太郎堰（厚狭川、大字厚狭）

旧山陽町の中心地であり、難読地名としても知られる。
中心集落は山陽小野田市北部の厚狭盆地に位置し、厚狭川が美祢市から南流する。西は埴生地域、南は高千帆地域、北は美祢市、東は宇部市（旧楠町）に、また、直接通行可能な道路がないものの、北西部で下関市（吉田地区）とも隣接する。
道路網としては南北を国道316号と主要地方道の県道小野田山陽線、東西を国道2号厚狭・埴生バイパスと県道船木津布田線（旧国道2号）が通る。
鉄道は大字厚狭・厚狭一丁目の南西端に山陽新幹線および山陽本線・美祢線の厚狭駅が、大字厚狭の北部に美祢線湯ノ峠駅が立地する。
日常生活上では厚狭盆地の範囲、すなわち、大字厚狭・厚狭一丁目に加え、大字鴨庄および桜（かつては山川の一部）、大字郡・大字山川の一部を含めた地域が「厚狭」と認識されている。例として2010年7月の水害時に厚狭盆地の範囲をもって「厚狭地区」と報道された。また、厚狭地区複合施設（山陽小野田市山陽総合事務所・厚狭図書館・厚狭公民館などが入居）は大字鴨庄、厚狭中学校は大字山川にそれぞれ所在する。

### 地域内の大字・町名
大字厚狭
厚狭地域の北東部、おおむね厚狭川の東側に位置する。厚狭小学校の所在地。
厚狭一丁目
厚狭駅北東の（1930年代以前の）旧国道2号沿いの地区を対象に、2008年2月25日に住居表示を実施。元は大字厚狭・大字郡の各一部。
大字鴨庄
厚狭地域の中央部、おおむね厚狭川の西側に位置する。山陽総合事務所（旧・山陽町役場）の所在地。
大字郡
厚狭地域の南部。周防灘に面した地域は厚陽小学校・中学校の学区であり、別地区として扱われることがある。
大字山川
大字鴨庄の西隣に位置する。厚狭中学校の所在地。
桜一丁目・桜二丁目
厚狭駅南西一帯の厚狭駅南部地区土地区画整理事業地を対象に、2011年3月19日に住居表示を実施。元は大字山川・厚狭の各一部。
大字山野井
厚狭地域の西端に位置する。出合小学校の所在地。

## 歴史
古代から厚狭郡厚狭郷、中世は荘園の厚狭荘として名称がみられる。『続日本紀』神護景雲2年(768年)の3月の条には、「長門国厚狹郡」が見え、山陽道巡察使、藤原雄田麻呂が、調の銅の貢納の代わりに養蚕をさせて、真綿を納めさせてはどうか、と提案している。山陽道（国道2号の前身）が東西を通過していたものの、江戸時代の時点では船木（現宇部市船木）と吉田（現下関市）の宿場の中間に位置していた（半宿であった）ことから通過地点としてみなされていた。
1889年（明治22年）の町村制施行時に厚狭村・鴨庄村・郡村が合併して厚西村（こうせいそん）が成立。3村は大字として存置された。「厚西」は中世に厚狭郡を便宜的に厚西・厚東（ことう、「厚東駅」「厚東川」など宇部市西部の字名として現存）と呼称していたことに由来するが、字名としては現存しない。1891年に、山陽本線が船木を迂回して開通したため、郡の中心地が船木から移転し、繁栄した。
1918年に町制を施行し厚狭町と改称。1929年に出合村を編入し、山川・山野井の2大字を加えた。1956年（昭和31年）9月に埴生町（はぶ）と合併し山陽町となり、地方公共団体としての「厚狭」はこのときに消滅した。1956年からの5年間は旧厚狭町の大字に「厚狭」を冠していた（例：厚狭鴨庄）。

### 自治体としての沿革
- 1889年（明治22年）4月1日 - 町村制の施行により、郡村、厚狭村、鴨庄村が合併して厚狭郡厚西村が発足。
- 1918年（大正7年）10月1日 - 厚西村が町制施行・改称して厚狭町となる。
- 1929年（昭和4年）4月1日 - 厚狭町が出合村を編入。
- 1956年（昭和31年）9月30日 - 厚狭町が埴生町と合併して山陽町が発足。
- 2005年（平成17年）3月22日 - 山陽町が小野田市と合併して山陽小野田市が発足。

## 地名の由来
『和名類聚抄』によると、「あづさ」と呼ばれていたらしい。「あさ」となったのは中世以降で、「梓弓」に関係の深い地名だと思われる。

## 「厚狭」の名称が使用される事物
- 厚狭郡
- 厚狭駅（山陽新幹線・山陽本線・美祢線）
- 厚狭郵便局
- 山陽小野田警察署厚狭幹部交番（2009年3月31日まで厚狭警察署だった）
- 山口県立厚狭高等学校
- 厚狭・埴生バイパス（国道2号・国道9号バイパス）